# ONCE (Radsportteam)
Astana, Astana-Würth, Würth, Liberty Seguros-Würth, Liberty Seguros, ONCE-Eroski, ONCE-Deutsche Bank oder ONCE war ein spanisches Profiteam im Straßenradsport, das von 1989 bis 2006 bestand. Durch Verwicklungen in den Dopingskandals Fuentes wurde das Team Ende 2006 aufgelöst.

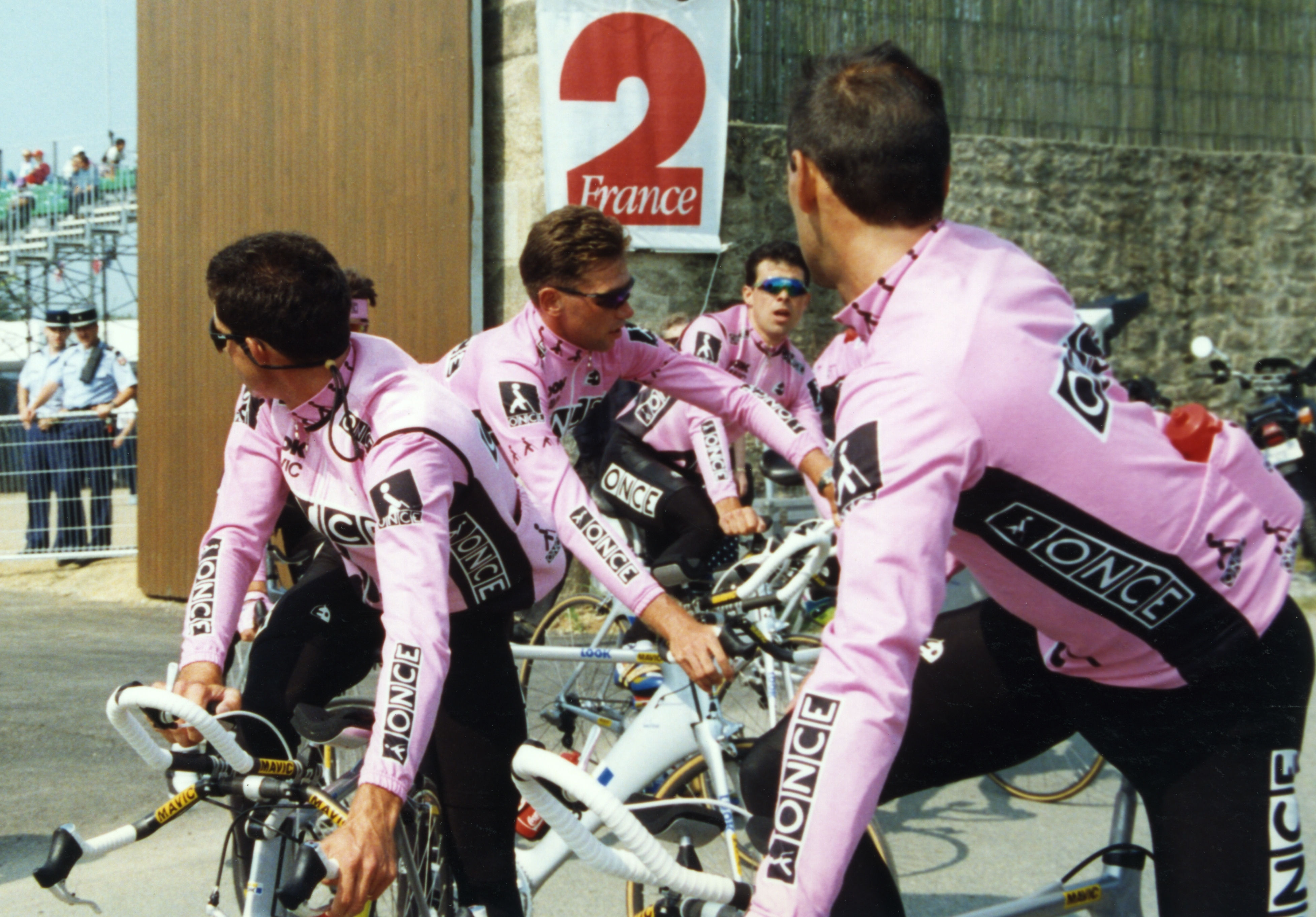
Johan Bruyneel bei der Tour de France 1993

## Geschichte

### ONCE (1989–2003)
Das Team wurde 1989 von Manolo Saiz gegründet. Das Team zählte in diesen Jahren zu den erfolgreichsten Teams. Unter anderem gewann das Team viermal die Vuelta a España 1991, 1995, 1996 und 1997. Zu den erfolgreichen Fahrern gehörten der Schweizer Alex Zülle, der seine Profi-Karriere 1991 bei ONCE begann, sowie der 1992 von Toshiba verpflichtete Franzose Laurent Jalabert. Zülle wurde für ONCE Zweiter der Tour de France 1995, gewann 1996 die Vuelta a España. Außerdem feierte Zülle diverse Siege bei kleineren Rundfahrten, so z. B. bei Paris–Nizza 1993, der Katalonien-Rundfahrt 1992 und 1994 und der Baskenland-Rundfahrt 1997. Jalaberts größte Erfolge bei ONCE waren der Sieg bei Mailand–Sanremo 1995, bei Paris–Nizza 1995–1997, beim Flèche Wallonne 1997. Beide Fahrer dominierten von 1995 bis 1998 gemeinsam die UCI-Weltrangliste. Von 1995 bis 1997 und 1999 war Laurent Jalabert Spitzenreiter der UCI-Weltrangliste.

### ONCE-Deutsche Bank und ONCE-Eroski (2001–2003)
Team-Kapitän Joseba Beloki fuhr von 2000 bis 2002 dreimal auf das Podium der Tour de France, erlangte nach einem schweren, spektakulären Sturz während der Tour 2003 aber nicht mehr das alte Leistungsniveau. Weiterhin gewann ONCE die Mannschaftswertung der Tour de France 2002 sowie die Mannschaftszeitfahren bei der Tour de France 2000 und der Tour de France 2002.

### Liberty Seguros und Liberty Seguros-Würth (2004–2005)
Der Deutsche Jörg Jaksche gewann 2004 die Mittelmeer-Rundfahrt und Paris–Nizza. Roberto Heras gewann die Vuelta a España 2004 und 2005.

### Liberty Seguros-Würth, Würth, Astana-Würth und Astana (2006)
2006 kam Alexander Winokurow ins Team und ihm gelang ein Sieg bei der Vuelta a España, welcher der letzte große Sieg für das Team darstellte. Am 16. Dezember 2006 widerrief die Lizenzierungskommission des Weltradsportverbands UCI die UCI-ProTeam-Lizenz der Betreiberfirma Active Bay, während das kasachische Sponsorenkonsortium sich unter demselben Namen Astana um eine solche Lizenz erfolgreich bewarb. Deshalb wurde das Team Ende 2006 aufgelöst und große Teile des Kaders wechselten zum neuen Team Astana.

### Sponsoring
Von 1989 bis 2003 war die spanische Blindenlotterie Organización Nacional de Ciegos de España (ONCE) Hauptsponsor des Teams. Ab 2004 übernahm Liberty Seguros, ein spanischer Ableger der US-Versicherung Liberty Mutual, als Hauptsponsor. Am 23. Mai 2006 wurde Teamleiter Saiz im Zuge der Ermittlungen im Dopingskandal Fuentes verhaftet. Hierauf zog sich der Hauptsponsor Liberty Seguros am 25. Mai 2006 zurück, so dass das Team vorübergehend nach dem Co-Sponsor Würth benannt war. Neuer Hauptsponsor wurde am 2. Juni 2006 ein Konsortium kasachischer Firmen, worauf das Team nach der kasachischen Hauptstadt Astana benannt wurde.

## Dopingverwicklungen
Größter Erfolg des Teams war im Jahr 2004 der Sieg von Roberto Heras bei der Vuelta a España 2004. Der Sieg bei der Vuelta a España 2005 wurde Heras nach einem positiven Dopingtest auf EPO aberkannt. Im Juni 2011 stellte ein spanisches Gericht fest, dass die Sperre und die gegen Heras verhängten Sanktionen wie die Aberkennung des Vuelta-Sieges wegen Unregelmäßigkeiten im Dopingverfahren ungültig seien.
Am 23. Mai 2006 wurde Teamleiter Saiz im Zuge der Ermittlungen im Dopingskandal Fuentes verhaftet. Hierauf zog sich der Hauptsponsor Liberty Seguros am 25. Mai 2006 zurück, so dass das Team vorübergehend nach dem Co-Sponsor Würth benannt war. Neuer Hauptsponsor wurde am 2. Juni 2006 ein Konsortium kasachischer Firmen, worauf das Team nach der kasachischen Hauptstadt Astana benannt wurde. Nachdem fünf Fahrer des Aufgebots für die Tour de France 2006 wegen ihrer Verwicklung in die Dopingermittlungen zurückgezogen wurden, durfte die Mannschaft insgesamt nicht starten, da sie die Mindeststarterzahl von sechs Fahrern unterschritt.

## Erfolge (Auszug)
Etappenrennen:
- Paris–Nizza: 1993, 1995, 1996 und 1997
- Tirreno–Adriatico: 1991, 2000
- Critérium du Dauphiné Libéré: 1993 und 1994
- Burgos-Rundfahrt: 1990, 1992, 1997 und 1999
- Valencia-Rundfahrt 1989, 1991, 1992, 1995, 1996 und 2000
- Andalusien-Rundfahrt 1990, 1992, 1996, 1998 und 2000
- Escalada a Montjuïc 1990, 1992, 1997, 2001 und 2002
- Murcia-Rundfahrt 1991, 1996, 2000 und 2005
- Setmana Catalana de Ciclisme: 1992, 1996, 1999, 2000 und 2005
- Baskenland-Rundfahrt: 1995, 1997, 1998 und 1999
- Critérium International: 1993, 1995, 1997 und 2000
- Asturien-Rundfahrt: 1992, 1993 und 1998
- Vuelta a Castilla y León: 2001, 2004 und 2006
- Circuit de la Sarthe: 1997, 1998 und 2000
- Katalonien-Rundfahrt: 1995, 1996 und 2001
- Euskal Bizikleta: 1999, 2002 und 2004

Eintagesrennen:
- Mailand–Sanremo: 1995
- Lombardei-Rundfahrt: 1997
- La Flèche Wallonne: 1995 und 1997
- Klasika Primavera de Amorebieta: 1995 und 1997
- Mailand–Turin: 1997
- Gran Premio Miguel Induráin: 1993, 1996 und 1997
- Clásica a los Puertos: 1990 und 1999
- Prueba Villafranca de Ordizia: 1990, 1991, 1993, 1994, 1995, 1996, 1999 und 2002
- Classic Haribo: 1996
- Trofeo Luis Puig: 1993
- Trofeo Luis Ocaña: 1994, 1996 und 1999
- Classique des Alpes: 1994, 1996 und 1998

Etappensiege bei den Grand Tours:
- 13 × Etappensiege bei der Tour de France: 2 × 1990, 1 × 1992, 1 × 1993, 1 × 1993, 3 × 1995, 1 × 1996, 2 × 1999, 1 × 2002 und 1 × 2005
- 8 × Etappensiege bei der Giro d’Italia: 1 × 1990, 2 × 1991, 1 × 1995, 3 × 1999 und 1 × 2005
- 51 × Etappensiege bei der Vuelta a España: 1 × 1989, 2 × 1990, 4 × 1991, 1 × 1992, 5 × 1993, 7 × 1994, 6 × 1995, 4 × 1996, 4 × 1997, 1 × 1999, 2 × 2000, 1 × 2001, 1 × 2002, 4 × 2003, 1 × 2004, 2 × 2005 und 5 × 2006

## Wichtige Platzierungen
| Grand Tour            | 1989 | 1990 | 1991 | 1992 | 1993 | 1994 | 1995 | 1996 | 1997 | 1998 | 1999 | 2000 | 2001 | 2002 | 2003 | 2004 | 2005 | 2006 |
| --------------------- | ---- | ---- | ---- | ---- | ---- | ---- | ---- | ---- | ---- | ---- | ---- | ---- | ---- | ---- | ---- | ---- | ---- | ---- |
| Giro d’ItaliaGiro     | –    | 7    | 5    | 49   | –    | –    | 5    | –    | –    | –    | 4    | –    | 2    | –    | –    | –    | 19   | 12   |
| Tour de FranceTour    | –    | 5    | 11   | 34   | 7    | 8    | 2    | 12   | 43   | DNF  | 6    | 21   | 3    | 2    | 17   | 44   | 16   | DSQ  |
| Vuelta a EspañaVuelta | 18   | 3    | 1    | 15   | 2    | 4    | 1    | 1    | 1    | 5    | 11   | 4    | 25   | 3    | 2    | 1    | 1    | 1    |

## Bekannte Fahrer
- Johnny Weltz (1989–1993)
- Pello Ruiz Cabestany (1989–1990)
- Eduardo Chozas Olmo (1989–1991)
- Marino Lejarreta (1990–1992)
- Alex Zülle (1991–1997)
- Laurent Jalabert (1992–1995)
- Johan Bruyneel (1992–2000)
- Erik Breukink (1993–1995)
- Oliverio Rincón (1994–1996)
- Melchor Mauri (1995–1998)
- Íñigo Cuesta (1996–2000)
- Mikel Zarrabeitia (1996–2003)
- Abraham Olano (1999–2002)
- Peter Luttenberger (1999–2000)
- Jörg Jaksche (2001–2003)
- Joseba Beloki (2001–2003)
- Igor González de Galdeano (2001–2005)
- Alberto Contador (2003–2006)
- Allan Davis (2003–2006)
- Luis León Sánchez (2004–2006)
- Roberto Heras (2004–2005)
- Andrei Kaschetschkin (2006)
- Alexander Winokurow (2006)